# NGC 7105
NGC 7105 (również PGC 67181) – galaktyka soczewkowata (S0), znajdująca się w gwiazdozbiorze Koziorożca. Odkrył ją Francis Leavenworth 12 września 1885 roku.